# 菜々美&いりたんの飲んべぇでいいよ
菜々美&いりたんの飲んべぇでいいよ（ななみと いりたんの のんべぇでいいよ）は、アダルトゲームの声優・夏川菜々美と株式会社天沼矛の社長・入井聡（いりたん）が主演するインターネットラジオ番組である。

## 出演者
- メインパーソナリティ：夏川菜々美、入井聡
- サブパーソナリティ：
  - 第18 - 52回：鈴峰りお＆凪
  - 第53 - 88回：凪＆喜屋武朱音
  - 第90 - 153回：笹塚真琴
  - 第90 - 154回：井上瑞樹
  - 第154回 ～：南沙耶
  - 第155回 ～：御神楽やこ

## 概要
2006年6月30日開始。飲酒しながらの居酒屋トークがメインのノープランを売りにした番組である。
通常、最新回と直前回の2回分を公開。バックナンバーは公式サイトにてCD媒体で通信販売されている。
番組の企画でリスナーがゲスト参加する事もある、珍しいタイプのWEBラジオである。
第0 - 11回までの放送は2人だけでのトークではあったが、第12回以降はゲストが登場する回もある。第15・17回にゲストとして登場した鈴峰りお、第17回にゲスト登場した凪が第18回からサブパーソナリティとして出演する事になり、以降から通常4名以上でトークを繰り広げている。それに伴い、第20回からタイトルが『飲んべぇでいいよね』となった。
第52回にて夏川の長期休養を宣言。その夏川の休養の間、喜屋武朱音がゲスト出演の予定だったが、第53回で鈴峰の突然の“中退”のため、以降からそのままサブパーソナリティとして参加した。
第88回で『ね』凪と喜屋武の卒業を発表。それにともない第89回からタイトルを『飲んべぇでいいよ』に戻し、第91回から『飲んべぇでいいよダァ！』となった。
第99回と第100回はリスナーゲストのスケジュールと100回目を祝うため、特別収録として各前後編に分け2011年9月は週間更新が行われた（収録はそれぞれ一日に前編と後編が続けて行われている模様）。
経緯
夏川が『週刊!?がっちゅみりみり放送局』が終了した後に、友人である入井とユーザーが忘れない程度にラジオをやってみたいという話をしたことから始まる。
元々両名とも遠距離の為滅多に会うことができないので、パソコンを使ってのインターネットラジオ収録をしようと画策。しかし、うまくいかない為にスタジオを借りて収録することになる。
最初は1度に2か月分の収録をしていたが、後に入井が東京へ住居を変えたため、1回に1ヶ月分（2回分）の収録に変更。

## 菜々美&いりたんの飲んべぇでいいよ in Galge.com
イーアンツのブランド「ポアシャラ」から発売されたアダルトゲーム『家族調教』シリーズの宣伝として、Galge.com内で2007年4月20日から8月31日まで配信されていた。全10回。ほぼ毎回ゲームの出演声優がゲスト出演した。

## 備考
ラジオ内で呑まれている酒は最初は入井の仕事関係の方からの差し入れであったが、第7回以降はほとんどリスナーからの差し入れ（贈り物）である。
“超個人的番組”という入井の方針により、スタジオ使用料は入井の手出しであるにもかかわらず、番組内で作品の宣伝等をすることも無く、番組自体の宣伝もしないことを宣言している。公にリンクを貼っているのも夏川のホームページくらいである。
飲酒しながらの番組であることで『自身の醜態を聴きたくない』と、パーソナリティ自身は番組を聴くことを避けている事も。 